# Ałła Bagijanc
Ałła Nikołajewna Bagijanc z d. Sierikowa (ros. Алла Николаевна Багиянц z d. Серикова, ukr Алла Миколаївна Багіянц, Alla Mykołajiwna Bahijanc; ur. 30 października 1938 w Charkowie) – radziecka kolarka torowa, złota medalistka mistrzostw świata.

## Kariera
Największy sukces w karierze Ałła Bagijanc osiągnęła w 1968 roku, kiedy na mistrzostwach świata w Rzymie zdobyła złoty medal w sprincie indywidualnym. W zawodach tych Bagijanc wyprzedziła bezpośrednio dwie swoje rodaczki: Irinę Kiriczenko oraz Galinę Jermołajewą. Był to jedyny medal zdobyty przez tę radziecką kolarkę na międzynarodowej imprezie tego cyklu. Nigdy nie wystartowała na igrzyskach olimpijskich.